# CD-fodral

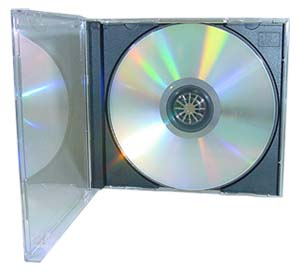
Öppen jewelcase med CD inuti.

CD-fodral (ibland kallat jewelcase) är den vanligaste CD-förpackningen och har använts sedan de första CD-utgåvorna 1982. Den är en tredelad plastförpackning som mäter 142×125×10 mm.
De används främst till musikskivor, där de har konkurrens med bland annat digipack. Då det gäller datorspel har denna typ av förpackning använts flitigt från 1990-talet till 2000-talet. Efter detta har de börjat ersättas av större förpackningar, så kallade keepcases.